# Jean-François Heymans

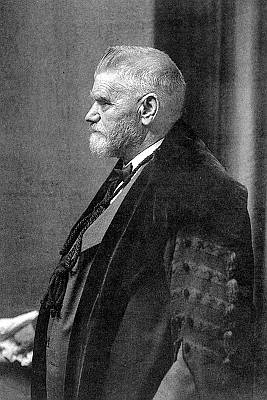
Jan Frans Heymans

Jean-François Heymans bzw. Jan Frans Heymans (* 25. Dezember 1859 in Gooik in Flämisch-Brabant; † 10. April 1932 in Middelkerke in West-Flandern) war ein belgischer Pharmakologe. Die ausführlichste Quelle zu seinem Leben ist der Nachruf durch den französischen Pharmakologen Marc Tiffeneau (1873–1945).

## Leben
Heymans’ Eltern waren Bauern. Nach Schulbesuch in Hoogstraten studierte er an der Katholischen Universität Löwen Naturwissenschaften und erwarb 1894 darin einen Doktorgrad. Er arbeitete dann bei Louis-Antoine Ranvier am Anatomischen Institut des Collège de France in Paris, wo er den etwa gleichaltrigen französischen Physiologen Marcel Eugène Émile Gley (1857–1930) kennenlernte, kehrte zum Studium der Medizin nach Löwen zurück und erwarb 1887 den medizinischen Doktorgrad. Am meisten beeinflusste ihn in Löwen der Physiologe Ernest Masoin (1844–1915). Es folgten drei Jahre als Assistent bei dem Physiologen Emil Heinrich Du Bois-Reymond in Berlin. Der Gründer des Pharmakologischen Instituts Berlin Oskar Liebreich und der Konassistent bei Du Bois-Reymond Johannes Gad wurden seine Freunde. 1890 wurde er auf den neu geschaffenen Lehrstuhl für Pharmakologie der Universität Gent berufen. Mit einem winzigen Labor in Räumen der Philosophischen Fakultät beginnend, baute er sein Institut auf. 1903 wurde es eröffnet. 1891 heiratete er Marie-Henriette Henning, die er in Berlin getroffen und mit der er acht Kinder hatte. Der älteste Sohn Corneille (belgisch-niederländisch Corneel) studierte wie der Vater Medizin, wurde wie er Pharmakologe und begann mit ihm jene Forschungen, die ihm 1938 „für seine Entdeckung der Rolle des Sinus- und Aortenmechanismus bei der Regelung der Atmung“ den Nobelpreis für Physiologie oder Medizin gewannen. 1895 gründete Jean-François mit Gley eine neue pharmakologische Fachzeitschrift, die Archives internationales de Pharmacodynamie et de Thérapie. 1923 beschloss das belgische Parlament, an der Universität Gent statt der französischen die niederländische Sprache einzuführen, „de créer à Gand une université flamande – in Gent eine flämische Universität zu errichten,“ Heymans wurde Rektor. „Die Annahme des Amtes hat ihm erbitterte Feinde geschaffen, von denen die meisten nicht verstanden, dass man gleichzeitig die französische Kultur bewundern und die flämische verteidigen konnte, dass man auch dann ein treuer Diener des Vaterlandes sein konnte, wenn man für Flamen und Wallonen gleiches Recht forderte, was der Einheit Belgiens so wenig schade wie die Existenz französischer und deutscher Fakultäten der Einheit der Schweiz.“ 1930 folgte Corneille seinem Vater auf dem Genter Lehrstuhl. 1931 zog Jean-François aus Gesundheitsgründen von Gent nach Middelkerke an der Nordseeküste, wo er starb und bestattet wurde.

## Forschung
Frühe Arbeiten Heymans’ beschäftigten sich mit den Wirkungen von Narkosemitteln wie Chloroform sowie, wohl angeregt von Ranviers Histologie, mit der Innervation der glatten Muskulatur des Blutegels und später des Herzens von Wirbeltieren. In allen Teilen des Herzens finde sich ein „sehr reichliches, nicht zu verkennendes Nervengeflecht.“
Ein Forschungsschwerpunkt, gemeinsam mit Masoin, wurde die Toxikologie der Blausäure, ihrer Salze, der Cyanide, und der Nitrile. Die beiden beschrieben die Vergiftung mit Malonsäuredinitril, das der Löwener Chemiker Louis Henry hergestellt hatte, und anderen Dinitrilen. Kurz zuvor hatte man festgestellt, dass Cyanide im Körper in Thiocyanate (Rhodanide) umgewandelt und so entgiftet wurden und dass Stoffe wie Natriumthiosulfat, die die Umwandlung beschleunigten, Antidote waren. Gegenüber einer Vergiftung mit Malonsäuredinitril wirkte Natriumthiosulfat sowohl wenn es vorher als auch wenn es nachher gegeben wurde („en point de vue préventif et curatif“), gegenüber einer Vergiftung mit Kaliumcyanid nur bei Gabe vorher. Die Frage eines Schutzes durch Vorbehandlung mit kleinen Giftdosen wurde verneint. Diese und andere Beiträge Heymans’ – er bestätigte die Antidotwirkung des Cobalts bei Cyanidvergiftungen – hat der Harvard-Medical-School-Pharmakologe Reid Hunt (1870–1948) in seinem Blausäure-Kapitel im Handbuch der experimentellen Pharmakologie zusammengefasst. Natriumthiosulfat wie Cobalt in Form von Hydroxycobalamin werden bis heute bei Blausäurevergiftung verwendet.
Von 1903 bis zum Ende seiner Laufbahn widmete sich Heymans der Tuberkulose, vor allem der Schutzimpfung.
Am weitesttragenden wurden, ebenfalls ab 1903, neue Methoden zur Untersuchung isolierter Organe, zuerst – mit dem späteren Haller Pharmakologen Martin Kochmann (1878–1936) – eines isolierten Herzens, das mittels des Blutkreislaufs eines zweiten Versuchstieres durchblutet wurde. Dann folgte, in den Worten seines Biographen, „weil mit den Jahren und der Vervollkommung der Methoden der Wagemut stieg, der isolierte Kopf von Säugern, eine Präparation von einem gewissen philosophischen Interesse, vor allem aber von höchster Bedeutung für die Unterscheidung, ob Wirkstoffe direkt oder mittels eines Reflexes auf ein Organ wirkten. Es war diese Methode, die ab 1919 – mit Corneille Heymans und modifiziert – jene bemerkenswerten Forschungen erlaubte, die alsbald das Renommee der Genter Pharmakologenschule ausmachten.“ Es waren die Forschungen, die in der Entdeckung der Atmungsregulation durch das Glomus caroticum und Glomus aorticum gipfelten, wo Chemorezeptoren den Sauerstoff- und Kohlendioxid-Gehalt des Blutes messen. Viele Ergebnisse haben Vater und Sohn gemeinsam publiziert. „Seinen ersten und besten Lehrer“ nannte Corneille in seiner Nobelpreis-Ansprache den Vater. Ähnlich haben spätere Physiologen geurteilt: „Die physiologische Rolle der Carotissinus- und Aorten-Chemorezeptoren wurde in den späten 1920er und frühen 1930er Jahren von Corneille Heymans, seinem Vater Jean-François Heymans und anderen Forschern aufgedeckt.“

## Anerkennung
1895 wurde Heymans korrespondierendes Mitglied der Académie royale de médecine de Belgique. 1925 erhielt er den Prix Quinquennal pour les Sciences médicales der belgischen Regierung. Den Band 38 (1930) der Archives internationales de Pharmacodynamie et de Théralie widmeten belgische und französische Kollegen anlässlich des fünfunddreißigjährigen Bestehens der Zeitschrift ihm (und Gley) als Festschrift. Das Genter Pharmakologische Institut wurde 1931 nach ihm J. F. Heymans Instituut genannt.